# Костамагна, Алехандра
Алехандра Костамагна Кривелли (исп. Alejandra Costamagna Crivelli; род. 1970, Сантьяго) — чилийская писательница и журналистка.

## Биография
Из семьи итальянских эмигрантов. Изучала журналистику и историю литературы в частном Университете Диего Порталеса. Работала редактором отдела культуры в ежедневной столичной газете La Nación, в сетевом журнале El Periodista и др., сотрудничала с журналами Gatopardo, Rolling Stone. Дебютировала в 1996 романом Вполголоса, получившим высокую оценку Роберто Боланьо и награждённым первой премией Juegos Florales Gabriela Mistral. Занималась по программе International Writing Program Айовского университета (2003). Преподает журналистику в Чилийском университете.

## Публикации
- Вполголоса/ En voz baja, роман (LOM Ediciones, 1996)
- Гражданин в отставке/ Ciudadano en retiro, роман (Planeta, 1998)
- Malas noches, новеллы (Planeta, 2000)
- Устав от дневного света/ Cansado ya del sol, роман (Planeta, 2002)
- Últimos fuegos, новеллы (Ediciones B. 2005)
- Dile que no estoy, роман (Planeta, 2007, премия Сообщества художественных критиков)
- Naturalezas muertas, повесть (editorial Cuneta, 2010)
- Домашние животные/ Animales domésticos, рассказы (Mondadori, 2011)
- Había una vez un pájaro, рассказы (Cuneta, 2013)

## Признание
Национальная литературная премия Altazor (2006). Литературная премия Анны Зегерс (ФРГ, 2008). Проза писательницы переведена на несколько языков, включая корейский.